# Bruceia
Bruceia är ett släkte av fjärilar. Bruceia ingår i familjen björnspinnare.
Kladogram enligt Catalogue of Life:
| Bruceia | \| \| Bruceia hubbardi \| \| \| \| \| \| Bruceia pulverina \| \| \| \| |
|         | \| \| Bruceia hubbardi \| \| \| \| \| \| Bruceia pulverina \| \| \| \| |
|         | Bruceia hubbardi                                                       |
|         |                                                                        |
|         | Bruceia pulverina                                                      |
|         |                                                                        |